# Платинатрититан
Пла̀тинатритита́н — бинарное неорганическое соединение, интерметаллид платины и титана с формулой Ti3Pt, кристаллы.

## Получение
- Сплавление стехиометрических количеств чистых веществ:

{\displaystyle {\mathsf {Pt+3Ti\ {\xrightarrow {1370^{o}C}}\ Ti_{3}Pt}}}

## Физические свойства
Платинатрититан образует кристаллы кубической сингонии, пространственная группа P m3n, параметры ячейки a = 0,5033 нм, Z = 2,
структура типа силицида трихрома Cr3Si (или бета-вольфрама β-W).
Соединение конгруэнтно плавится при температуре 1370 °C и имеет широкую область гомогенности 22÷28 ат.% платины.